# محمد فروزنده
محمد فروزنده (محمد فروزنده وُلد عام 1960) هو سياسي وقائد عسكري إيراني، يشغل حاليًا منصب عضو في مجمع تشخيص مصلحة النظام.
شغل فروزنده سابقًا منصب رئيس مؤسسة المستضعفين، حيث بدأ ولايته في 3 ديسمبر 2004، وجُدّدت له لمدة خمس سنوات إضافية في 2 ديسمبر 2009. استقال من المنصب في 22 يوليو 2014، وخلفه محمد سعيدي ‌كيا.
قاد فروزنده هيئة الأركان العامة للحرس الثوري الإيراني بين أواخر عام 1987 و1989. كما شغل لاحقًا منصب وزير الدفاع وإسناد القوات المسلحة الإيرانية في حكومة أكبر هاشمي رفسنجاني بين عامي 1993 و1997.